# 12 листопада
12 листопада — 316-й день року (317-й у високосні роки) в григоріанському календарі. До кінця року залишається 49 днів.

## Свята і пам'ятні дні

### Міжнародні
- ООН: міжнародний день ергономіки (англ. World Usability Day) (з 2005)
- Всесвітній день боротьби з пневмонією
- ISO: Міжнародний день якості (англ. World Quality Day) (з 1990)

### Національні
- Азербайджан: День Конституції Азербайджанської Республіки (з 1996)
- Республіка Китай: день народження Сунь Ятсена
- Індонезія: 
  - Національний день здоров'я.
  - День батька.

### Релігійні
Католицька церква, УГКЦ: День Святого Йосафата Кунцевича
 Православна церква:
- Святителя Іоана Милостивого, патрона Олександрійського.
- Преподобного Ніла, посника.
- Пророка Ахії.

 Індуїзм: свято Утпанна Екадаші
 Бахаїзм: день народження Багаулли

## Іменини
Православні: Іван.
Католицькі: Йосафат.

## Події
- 1648 — по виплаті відкупного козацькі сили зняли облогу Замостя.
- 1871 — у Одесі дебютує як актор-професіонал Марко Кропивницький, український актор та режисер, у складі трупи народного російського театру графів Маркових і Чернишова (у виставі за п'єсою Квітки-Основ'яненка «Сватання на Гончарівці»).
- 1893 — В газеті «San Francisco Morning Call» опубліковано перше оповідання 17-річного Джона Гріффіта (Джек Лондон) «Тайфун біля берегів Японії».
- 1918 — Гетьман України Павло Скоропадський узаконив автокефалію Української Православної Церкви
- 1918 — Австрія була проголошена республікою
- 1922 — відкрили Київську картинну галерею
- 1925 — створена «Леґія українських націоналістів» на з'їзді представників Українського Національного об'єднання i Союзу Визволення України у Празі
- 1940 — розпочався державний візит до Берліна Голови Раднаркому, Наркома закордонних справ СРСР, члена політбюро ЦК ВКП(б) В'ячеслава Молотова для перемовин з керівництвом Третього Райху із зовнішньополітичних питань.
- 1944 — 14-та Галицька добровольча дивізія зброї СС «Галичина» перейменована на 14-ту Військову гренадерську дивізію СС (Першу українську)
- 1967 — у Нью-Йорку відбувся Перший Світовий конґрес вільних українців.
- 1992 — починаючи з 23-ї години було припинено функціонування рубля у грошовому обігові на території України. Єдиним законним засобом платежу став український карбованець, якого в готівковому обігу представляв купон Національного банку України.
- 2001 — на міському цвинтарі Севастополя з військовими почестями поховано капітан-лейтенанта Дениса Пшеничникова та мічмана Віталія Романюка, що загинули внаслідок аварії на підводному човні «Курськ».
- 2009 — в Харкові в приміщенні Спілки української молоді відбулася академія, на якій було проголошено та вперше відзначено День україномовної преси[3]
- 2010 — відкрилися 16-ті Азійські ігри в Гуанчжоу, Китай.
- 2014 — цього дня вперше в історії на поверхню комети (Чурюмова — Герасименко) було спущено космічний апарат.

## Народились
Дивись також Категорія:Народились 12 листопада
- 1808 — Осип Бодянський, письменник, етнограф, дослідник і видавець стародавніх слов'янських історичних праць (†1877).
- 1840 — Огюст Роден, французький скульптор-імпресіоніст («Мислитель», «Поцілунок», «Бальзак») (†1917).
- 1885 — Михайло Ситенко, український хірург-ортопед, травматолог, ім'я якого носить Український науково-дослідний інститут ортопедії та травматології у Харкові.
- 1905 — Іван Крушельницький, український поет, драматург, син Антіна Крушельницького (†1934).
- 1908 — Дмитро Чепурний, поет, драматург, репресований († 1944).
- 1923 — Лоріо, німецький комік, актор, письменник-гуморист († 2011).
- 1929 — Зеновій Красівський, український громадсько-політичний діяч, дисидент, політв'язень, поет (†1991).
- 1929 — Грейс Келлі, американська акторка, з 1956 дружина князя Монако Реньє III (†1982).
- 1935 — Людмила Гурченко, радянська актриса українського походження
- 1936 — Микола Сингаївський, український поет, письменник, перекладач.
- 1941 — Юрій Некрасов, український кінорежисер (†2001).
- 1944 — Олександр Авагян, український археолог, спелеолог, музикант і поет († 1988).
- 1972 — Ольга Стражева, українська радянська гімнастка, олімпійська чемпіонка.
- 1980 — Раян Ґослінґ, канадський кіноактор.

## Померли

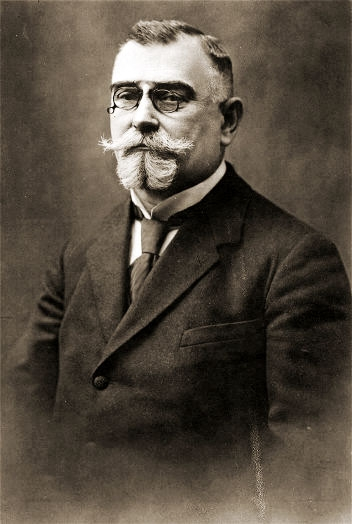
Кость Левицький

Дивись також Категорія:Померли 12 листопада
- 1623 — Святий Йосафат Кунцевич, український церковний діяч, греко-католицький архієпископ полоцький.
- 1662 — Адріан ван де Венне, різнобічний нідерландський художник періоду Золотої доби голландського живопису.
- 1680 — Лоренцо Берніні, італійський архітектор і скульптор(«Аполлон і Дафна», «Викрадення Прозерпіни»).
- 1903 — Каміль Піссарро, французький художник 19 ст., представник імпресіонізму.
- 1916 — Персіваль Ловелл, американський астроном.

- 1941 — Кость Левицький, український громадсько-політичний діяч, політик, публіцист, адвокат, голова уряду Західноукраїнської Республіки у 1918-19 рр.
- 1955 — Тин Уєвич, хорватський поет, есеїст і критик, перекладач; представник «хорватського авангардизму».
- 1981 — Вільям Голден, американський актор, лауреат премії «Оскар».
- 1990 — Ів Арден, американська акторка, володарка премії 《Еммі》, а також номінантка на 《Оскар》.
- 1993 — Анна Стен, радянська, німецька та американська кіноакторка українського походження.
- 1994 — Вілма Рудолф, американська легкоатлетка, олімпійська чемпіонка.
- 2007 — Айра Левін, американський прозаїк, фантаст, драматург і автор пісень.
- 2008 — Мітч Мітчелл, англійський ударник, продюсер. Найбільш відомий як барабанщик формації The Jimi Hendrix Experience.
- 2018 — Стен Лі, американський письменник, редактор і видавець. Головний редактор Marvel Comics.